# Koen Palinckx
Koen Palinckx (2 oktober 1969) is een Belgisch politicus tot december 2011 voor CD&V en na december 2011 voor N-VA. 

## Biografie
Palinckx studeerde geschiedenis aan de Universiteit Gent. Hij lag mee aan de basis van de heroprichting van de Gentse afdeling van het Katholiek Vlaams Hoogstudentenverbond (KVHV). Hij was preses van KVHV Gent gedurende het academiejaar 1990-91. Als historicus liggen zijn interesses vooral bij de Tweede Wereldoorlog. In 2004 werd zijn boek Antwerpen onder de V-bommen uitgebracht. In 2012 was hij te gast tijdens een uitzending van het historisch televisieprogramma Publiek geheim.
In 2000 werd Palinckx voor het eerst verkozen als districtsraadslid in Ekeren namens de CD&V. Hij werd herverkozen in 2006 en was van 2008 tot 2013 districtsschepen van cultuur en mobiliteit. In december 2011 maakte hij de overstap naar N-VA. Sinds januari 2013 is hij districtsburgemeester van Ekeren. In 2018 haalde Palinckx met 2.942 het hoogste aantal voorkeursstemmen ooit in Ekeren.
In 2012 werd Palinckx verkozen als provincieraadslid van Antwerpen. Hij werd herverkozen in 2018.
Sinds 2017 is Palinckx de eerste voorzitter van de raad van bestuur van het War Heritage Institute. Hij is of was tevens bestuurder en lid van het directiecomité van Digipolis Antwerpen, bestuurder van IGEAN Dienstverlening, bestuurder van Innotek, bestuurder van Plantijn Hogeschool, bestuurder van de Ekerse Theaterzaal, voorzitter van Lokaal Cultuurbeleid Ekeren, voorzitter van Kunstencentrum Hof de Bist en bestuurder van het Vredescentrum van de Provincie en Stad Antwerpen.

## Familie
Beide grootvaders van Palinckx waren tevens burgemeester van de vroegere gemeente Ekeren voor de fusie met Antwerpen: Frans Palinckx van 1971 tot 1981 (overleden in 1995) en Frans Tiest van 1981 tot 1982 (overleden in 1984).